# Asterophora
Asterophora is een geslacht van schimmels behorend tot de familie Lyophyllaceae. De geslachtnaam werd gepubliceerd in 1809 beschreven door Ludwig Peter Friedrich Ditmar.

## Soorten
Volgens Index Fungorum telt dit geslacht vier soorten (peildatum maart 2024):
| Soortnaam                                  | Auteur(s)                    | Publicatiejaar |
| ------------------------------------------ | ---------------------------- | -------------- |
| Asterophora lycoperdoides (Poederzwamgast) | (Bull.) Ditmar               | 1809           |
| Asterophora mirabilis                      | (T.W. May) Redhead & Seifert | 2001           |
| Asterophora parasitica (Plaatjeszwamgast)  | (Bull.) Singer               | 1951           |
| Asterophora salvaterrensis                 | Blanco-Dios                  | 2011           |